# 2020년 하계 패럴림픽 수영
제16회 하계 패럴림픽 수영 경기는 도쿄 아쿠아틱스 센터에서 8월 25일부터 9월 3일까지 열릴 예정이다.

## 예선
이번 패럴림픽의 수영 종목 출전 선수의 장애인 스포츠 등급분류는 3가지로 나뉜다.
- S - 자유형, 접영, 배영
- SB - 평영
- SM - 개인 혼영

S, SB, SM은 세부 범주로도 나뉜다. S1/SB1~S10/SB10은 신체 장애가 있는 선수를 대상으로, S11/SB11~S13/SB13은 시각 장애가 있는 선수를 대상으로, S14/SB14는 지적 장애가 있는 선수를 대상으로 한다. 숫자가 클수록 수영선수의 운동 능력이 좋은 상태이다.
- S1/SB1 : 사지 마비나 다리, 팔, 손에 근육의 힘을 잃은 수영 선수. 이 선수들은 평소에 휠체어를 이용한다.
- S2/SB1 : 손, 몸통, 다리에 제한된 기능을 가지고 주로 팔에 의지하는 수영선수.
- S3/SB2 : 다리나 팔이 절단되었거나, 사지에 심각한 조정 장애를 가졌거나, 팔로 수영하지만 몸통이나 다리를 사용하지 않는 수영선수
- S4/SB3 : 손과 팔에는 기능이 있지만, 몸통이나 다리를 이용하여 수영할 수 없는 수영선수. 혹은 세 개의 팔다리가 절단된 수영선수.
- S5/SB4 : 혈전증, 하반신 마비 또는 신장이 작은 수영선수.
- S6/SB5 : 신장이 작거나, 팔이 절단되었거나, 몸의 한 부분에 조정 문제가 있는 수영선수.
- S7/SB6 : 한쪽 다리와 한쪽 팔이 반대편에서 절단되었거나, 한쪽이 마비된 수영선수.
- S8/SB7 : 엉덩이, 무릎, 발목 관절이 절단되었거나 제한적인 움직임이 있는 수영선수.
- S9/SB8 : 한 쪽 다리 관절에 제약이 있거나, 무릎 아래가 두 번 절단된 수영선수.
- S10/SB9 : 경미한 신체적 장애를 가진 수영선수.
- S11/SB11 : 시각 장애를 가진 수영선수. 이 선수들은 앞을 그을린 고글을 착용하여 경기하고 태퍼를 사용한다.
- S12/SB12 : 시각 장애 정도가 중간이고 시야의 반경이 5도 미만인 수영선수. 이 선수들은 앞이 검게 칠해진 고글을 착용하여 경기하고 태퍼를 사용할 수 있다.
- S13/SB13 : 시력이 경미한 수영선수. 이 선수들은 앞이 검게 칠해진 고글을 착용하여 경기하고 태퍼를 사용할 수 있다.
- S14/SB13 : 지적 장애를 가진 수영선수.

## 참가국
- 아르헨티나 (9)
- 오스트레일리아 (32)
- 오스트리아 (3)
- 아제르바이잔 (3)
- 벨라루스 (10)
- 벨기에 (1)
- 브라질 (35)
- 캐나다 (19)
- 칠레 (2)
- 중화인민공화국 (42)
- 콜롬비아 (11)
- 크로아티아 (3)
- 쿠바 (1)
- 키프로스 (1)
- 체코 (5)
- 덴마크 (1)
- 이집트 (3)
- 에스토니아 (3)
- 핀란드 (2)
- 프랑스 (9)
- 독일 (15)
- 영국 (33)
- 그리스 (10)
- 홍콩 (4)
- 헝가리 (7)
- 아이슬란드 (2)
- 인도 (1)
- 인도네시아 (1)
- 아일랜드 (4)
- 이스라엘 (8)
- 이탈리아 (29)
- 일본 (27) (개최국)
- 카자흐스탄 (6)
- 라트비아 (1)
- 리투아니아 (1)
- 말라야 연방 (2)
- 멕시코 (18)
- 미얀마 (1)
- 네덜란드 (15)
- 뉴질랜드 (6)
- 노르웨이 (3)
- 페루 (1)
- 필리핀 (1)
- 폴란드 (8)
- 포르투갈 (5)
- RPC (51)
- 싱가포르 (4)
- 슬로바키아 (1)
- 슬로베니아 (1)
- 남아프리카 공화국 (4)
- 대한민국 (5)
- 스페인 (24)
- 스웨덴 (2)
- 스위스 (2)
- 태국 (2)
- 튀르키예 (4)
- 우크라이나 (40)
- 미국 (34)
- 우즈베키스탄 (7)
- 베네수엘라 (1)
- 베트남 (4)

## 메달리스트

### 남성
| 종목                                        | 금 | 은 | 동 |
| ------------------------------------------- | -- | -- | -- |
| 남자 50m 자유형 S3 자세히                   |    |    |    |
| 남자 50m 자유형 S4 자세히                   |    |    |    |
| 남자 50m 자유형 S5 자세히                   |    |    |    |
| 남자 50m 자유형 S7 자세히                   |    |    |    |
| 남자 50m 자유형 S9 자세히                   |    |    |    |
| 남자 50m 자유형 S10 자세히                  |    |    |    |
| 남자 50m 자유형 S11 자세히                  |    |    |    |
| 남자 50m 자유형 S13 자세히                  |    |    |    |
| 남자 100m 자유형 S4 자세히                  |    |    |    |
| 남자 100m 자유형 S5 자세히                  |    |    |    |
| 남자 100m 자유형 S6 자세히                  |    |    |    |
| 남자 100m 자유형 S8 자세히                  |    |    |    |
| 남자 100m 자유형 S10 자세히                 |    |    |    |
| 남자 100m 자유형 S12 자세히                 |    |    |    |
| 남자 200m 자유형 S2 자세히                  |    |    |    |
| 남자 200m 자유형 S3 자세히                  |    |    |    |
| 남자 200m 자유형 S4 자세히                  |    |    |    |
| 남자 200m 자유형 S5 자세히                  |    |    |    |
| 남자 200m 자유형 S14 자세히                 |    |    |    |
| 남자 400m 자유형 S6 자세히                  |    |    |    |
| 남자 400m 자유형 S7 자세히                  |    |    |    |
| 남자 400m 자유형 S8 자세히                  |    |    |    |
| 남자 400m 자유형 S9 자세히                  |    |    |    |
| 남자 400m 자유형 S10 자세히                 |    |    |    |
| 남자 400m 자유형 S11 자세히                 |    |    |    |
| 남자 400m 자유형 S13 자세히                 |    |    |    |
| 남자 50m 배영 S1 자세히                     |    |    |    |
| 남자 50m 배영 S2 자세히                     |    |    |    |
| 남자 50m 배영 S3 자세히                     |    |    |    |
| 남자 50m 배영 S4 자세히                     |    |    |    |
| 남자 50m 배영 S5 자세히                     |    |    |    |
| 남자 100m 배영 S1 자세히                    |    |    |    |
| 남자 100m 배영 S2 자세히                    |    |    |    |
| 남자 100m 배영 S6 자세히                    |    |    |    |
| 남자 100m 배영 S7 자세히                    |    |    |    |
| 남자 100m 배영 S8 자세히                    |    |    |    |
| 남자 100m 배영 S9 자세히                    |    |    |    |
| 남자 100m 배영 S10 자세히                   |    |    |    |
| 남자 100m 배영 S11 자세히                   |    |    |    |
| 남자 100m 배영 S12 자세히                   |    |    |    |
| 남자 100m 배영 S13 자세히                   |    |    |    |
| 남자 100m 배영 S14 자세히                   |    |    |    |
| 남자 100m 평영 SB2 자세히                   |    |    |    |
| 남자 100m 평영 SB3 자세히                   |    |    |    |
| 남자 100m 평영 SB4 자세히                   |    |    |    |
| 남자 100m 평영 SB5 자세히                   |    |    |    |
| 남자 100m 평영 SB6 자세히                   |    |    |    |
| 남자 100m 평영 SB7 자세히                   |    |    |    |
| 남자 100m 평영 SB8 자세히                   |    |    |    |
| 남자 100m 평영 SB9 자세히                   |    |    |    |
| 남자 100m 평영 SB11 자세히                  |    |    |    |
| 남자 100m 평영 SB12 자세히                  |    |    |    |
| 남자 100m 평영 SB13 자세히                  |    |    |    |
| 남자 100m 평영 SB14 자세히                  |    |    |    |
| 남자 50m 접영 S5 자세히                     |    |    |    |
| 남자 50m 접영 S6 자세히                     |    |    |    |
| 남자 50m 접영 S7 자세히                     |    |    |    |
| 남자 100m 접영 S8 자세히                    |    |    |    |
| 남자 100m 접영 S9 자세히                    |    |    |    |
| 남자 100m 접영 S10 자세히                   |    |    |    |
| 남자 100m 접영 S11 자세히                   |    |    |    |
| 남자 100m 접영 S12 자세히                   |    |    |    |
| 남자 100m 접영 S13 자세히                   |    |    |    |
| 남자 100m 접영 S14 자세히                   |    |    |    |
| 남자 150m 개인 혼영 SM3 자세히              |    |    |    |
| 남자 150m 개인 혼영 SM4 자세히              |    |    |    |
| 남자 200m 개인 혼영 SM6 자세히              |    |    |    |
| 남자 200m 개인 혼영 SM7 자세히              |    |    |    |
| 남자 200m 개인 혼영 SM8 자세히              |    |    |    |
| 남자 200m 개인 혼영 SM9 자세히              |    |    |    |
| 남자 200m 개인 혼영 SM10 자세히             |    |    |    |
| 남자 200m 개인 혼영 SM11 자세히             |    |    |    |
| 남자 200m 개인 혼영 SM13 자세히             |    |    |    |
| 남자 200m 개인 혼영 SM14 자세히             |    |    |    |
| 남자 4 x 100m 자유형 계주(34 포인트) 자세히 |    |    |    |
| 남자 4 x 100m 혼계영 계주(34 포인트) 자세히 |    |    |    |

### 여성
| 종목                                        | 금 | 은 | 동 |
| ------------------------------------------- | -- | -- | -- |
| 여자 50m 자유형 S4 자세히                   |    |    |    |
| 여자 50m 자유형 S6 자세히                   |    |    |    |
| 여자 50m 자유형 S8 자세히                   |    |    |    |
| 여자 50m 자유형 S10 자세히                  |    |    |    |
| 여자 50m 자유형 S11 자세히                  |    |    |    |
| 여자 100m 자유형 S3 자세히                  |    |    |    |
| 여자 100m 자유형 S5 자세히                  |    |    |    |
| 여자 100m 자유형 S7 자세히                  |    |    |    |
| 여자 100m 자유형 S9 자세히                  |    |    |    |
| 여자 100m 자유형 S10 자세히                 |    |    |    |
| 여자 100m 자유형 S11 자세히                 |    |    |    |
| 여자 100m 자유형 S12 자세히                 |    |    |    |
| 여자 200m 자유형 S5 자세히                  |    |    |    |
| 여자 200m 자유형 S14 자세히                 |    |    |    |
| 여자 400m 자유형 S6 자세히                  |    |    |    |
| 여자 400m 자유형 S7 자세히                  |    |    |    |
| 여자 400m 자유형 S8 자세히                  |    |    |    |
| 여자 400m 자유형 S9 자세히                  |    |    |    |
| 여자 400m 자유형 S10 자세히                 |    |    |    |
| 여자 400m 자유형 S11 자세히                 |    |    |    |
| 여자 400m 자유형 S13 자세히                 |    |    |    |
| 여자 50m 배영 S2 자세히                     |    |    |    |
| 여자 50m 배영 S3 자세히                     |    |    |    |
| 여자 50m 배영 S4 자세히                     |    |    |    |
| 여자 50m 배영 S5 자세히                     |    |    |    |
| 여자 100m 배영 S2 자세히                    |    |    |    |
| 여자 100m 배영 S6 자세히                    |    |    |    |
| 여자 100m 배영 S7 자세히                    |    |    |    |
| 여자 100m 배영 S8 자세히                    |    |    |    |
| 여자 100m 배영 S9 자세히                    |    |    |    |
| 여자 100m 배영 S10 자세히                   |    |    |    |
| 여자 100m 배영 S11 자세히                   |    |    |    |
| 여자 100m 배영 S12 자세히                   |    |    |    |
| 여자 100m 배영 S13 자세히                   |    |    |    |
| 여자 100m 배영 S14 자세히                   |    |    |    |
| 여자 50m 평영 SB3 자세히                    |    |    |    |
| 여자 100m 평영 SB4 자세히                   |    |    |    |
| 여자 100m 평영 SB5 자세히                   |    |    |    |
| 여자 100m 평영 SB7 자세히                   |    |    |    |
| 여자 100m 평영 SB8 자세히                   |    |    |    |
| 여자 100m 평영 SB9 자세히                   |    |    |    |
| 여자 100m 평영 SB11 자세히                  |    |    |    |
| 여자 100m 평영 SB12 자세히                  |    |    |    |
| 여자 100m 평영 SB13 자세히                  |    |    |    |
| 여자 100m 평영 SB14 자세히                  |    |    |    |
| 여자 50m 접영 S5 자세히                     |    |    |    |
| 여자 50m 접영 S6 자세히                     |    |    |    |
| 여자 50m 접영 S7 자세히                     |    |    |    |
| 여자 100m 접영 S8 자세히                    |    |    |    |
| 여자 100m 접영 S9 자세히                    |    |    |    |
| 여자 100m 접영 S10 자세히                   |    |    |    |
| 여자 100m 접영 S13 자세히                   |    |    |    |
| 여자 100m 접영 S14 자세히                   |    |    |    |
| 여자 150m 개인 혼영 SM4 자세히              |    |    |    |
| 여자 200m 개인 혼영 SM5 자세히              |    |    |    |
| 여자 200m 개인 혼영 SM6 자세히              |    |    |    |
| 여자 200m 개인 혼영 SM7 자세히              |    |    |    |
| 남자 200m 개인 혼영 SM8 자세히              |    |    |    |
| 여자 200m 개인 혼영 SM9 자세히              |    |    |    |
| 여자 200m 개인 혼영 SM10 자세히             |    |    |    |
| 여자 200m 개인 혼영 SM11 자세히             |    |    |    |
| 여자 200m 개인 혼영 SM13 자세히             |    |    |    |
| 여자 200m 개인 혼영 SM14 자세히             |    |    |    |
| 여자 4 x 100m 자유형 계주(34 포인트) 자세히 |    |    |    |
| 여자 4 x 100m 혼계영 계주(34 포인트) 자세히 |    |    |    |

### 혼성
| 종목                                | 금 | 은 | 동 |
| ----------------------------------- | -- | -- | -- |
| 혼성 4 x 50m 계영(20 포인트) 자세히 |    |    |    |
| 혼성 4 x 100m 계영 S14 자세히       |    |    |    |
| 혼성 4 x 100m 계영 VI 자세히        |    |    |    |